# Amt Neukloster-Warin
Pour les articles homonymes, voir Warin (homonymie).
L'Amt Neukloster-Warin est un Amt de l'arrondissement du Mecklembourg-du-Nord-Ouest dans le land de Mecklembourg-Poméranie-Occidentale, au nord de l'Allemagne.

## Communes
1. Bibow
2. Glasin
3. Jesendorf
4. Lübberstorf
5. Neukloster
6. Passee
7. Warin
8. Zurow
9. Züsow